# Gârlița, Constanța
Gârlița este un sat în comuna Ostrov din județul Constanța, Dobrogea, România. Se află în partea de sud-vest a județului,  în Podișul Oltinei, pe malul estic al lacului Bugeac. La recensământul din 2002 avea o populație de 375 locuitori.